# Villa Pesqueira (Mátape)
Villa Pesqueira (Mátape) es una comunidad situada en la sierra baja del Estado de Sonora, se encuentra a 100 km de la ciudad capital del estado. La principal via de acceso es terrestre por medio de una autopista. 
Fue fundada en el año 1629 por el misionero jesuita Martin de Azpilcueta. Cuenta con una población aproximada de mil habitantes, entre las actividades que destacan como medio de sustento para sus habitantes están la ganadería, agricultura y explotación de sus recursos forestales.
Las principales festividades realizadas durante el año son las de Semana Santa en la cual se hacen procesiones, se azota a los fariseos, y se baila la danza de los matachines. Además están los días de la Virgen en septiembre.